# Paraphasma dentatum
Paraphasma dentatum är en insektsart som först beskrevs av Salvador de Toledo Piza Júnior 1937.  Paraphasma dentatum ingår i släktet Paraphasma och familjen Pseudophasmatidae. Inga underarter finns listade i Catalogue of Life.